# Mataikona (fleuve)
La rivière Mataikona  (en anglais : Mataikona River ) est un cours d’eau  de la région de Wairarapa  dans l’Île du Nord de la Nouvelle-Zélande.

## Géographie
Elle s’écoule vers le sud-ouest à partir de sa source dans un pays de collines élevées située à  30 km au sud –ouest de la ville de Pahiatua, s’écoulant dans l’océan pacifique qu’lle atteint à 15 km au nord-est de la ville de Castlepoint. 
(en) Land Information New Zealand, « détail emplacement: Mataikona (fleuve) », sur New Zealand Gazetteer